# Mastigodryas pleei
Espèce
Synonymes
- Dryadophis pleei Duméril, Bibron & Duméril, 1854
- Herpetodryas quinquelineatus Steindachner, 1870
- Dromicus maculivittis Peters, 1877
- Alsophis pulcher Garman, 1887

Mastigodryas pleei est une espèce de serpent de la famille des Colubridae.

## Répartition
Cette espèce se rencontre :
- en Colombie ;
- au Brésil, dans l’État de Pará ;
- au Venezuela, dans l'État de Mérida et sur les îles de Margarita et Los Testigos Island.

## Publication originale
- Duméril, Bibron & Duméril, 1854 : Erpétologie générale ou histoire naturelle complète des reptiles. Tome septième. Première partie, p. 1-780 (texte intégral).